# Prionostemma festae
Prionostemma festae is een hooiwagen uit de familie Sclerosomatidae.